# 모리오카성

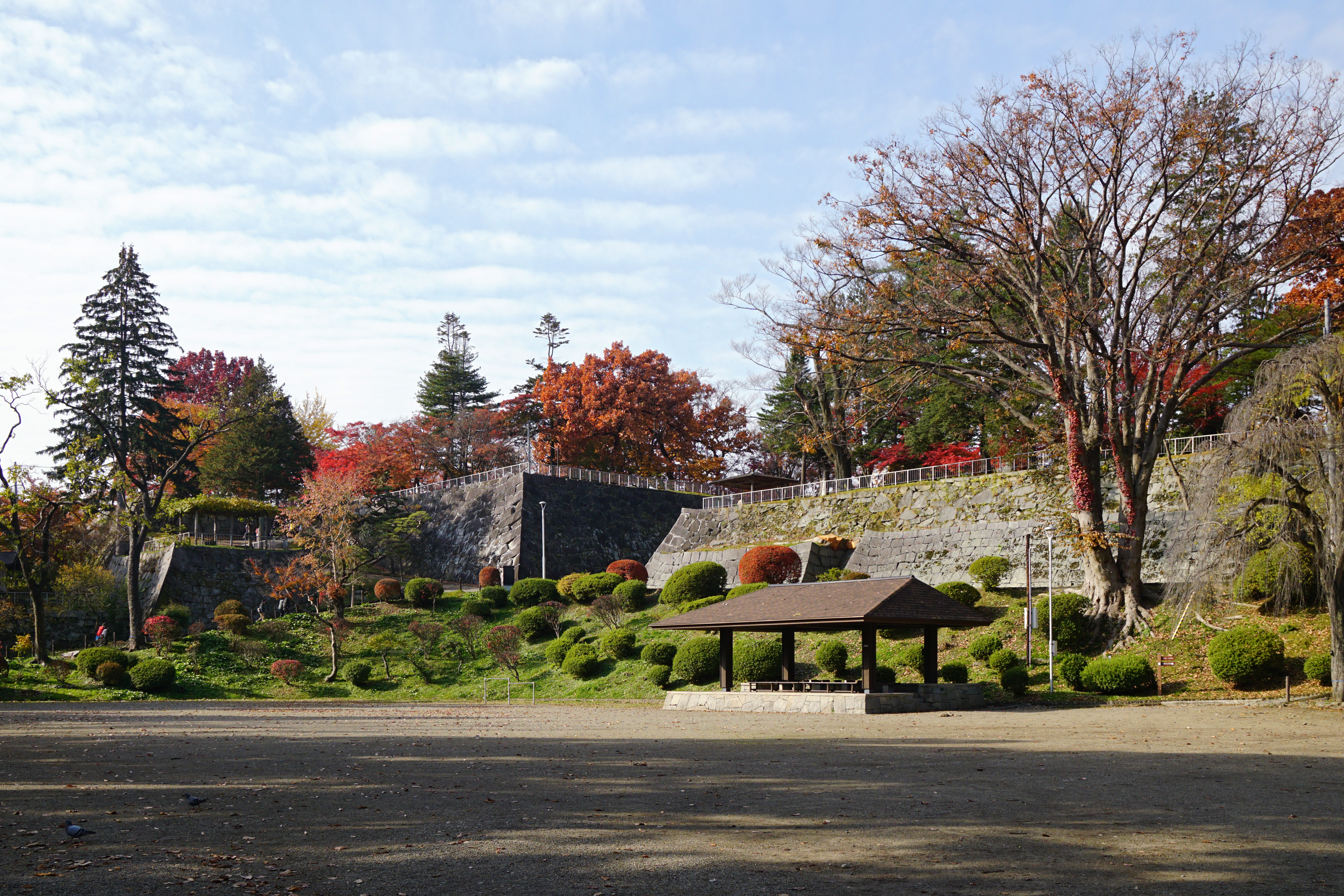
모리오카 성의 석벽과 로카 다리

모리오카성(일본어: 盛岡城, もりおかじょう)은 이와테현 모리오카시에 있었던 일본의 성으로, 에도 시대 모리오카번의 난부 가문이 거주하였던 성이었다. 일본의 사적으로 지정되어 있다. 이 성의 전신으로 존재했던 성의 별칭이었던 고즈카타 성(不来方城)이라는 명칭이 일반적으로 알려져 있다.

## 개요

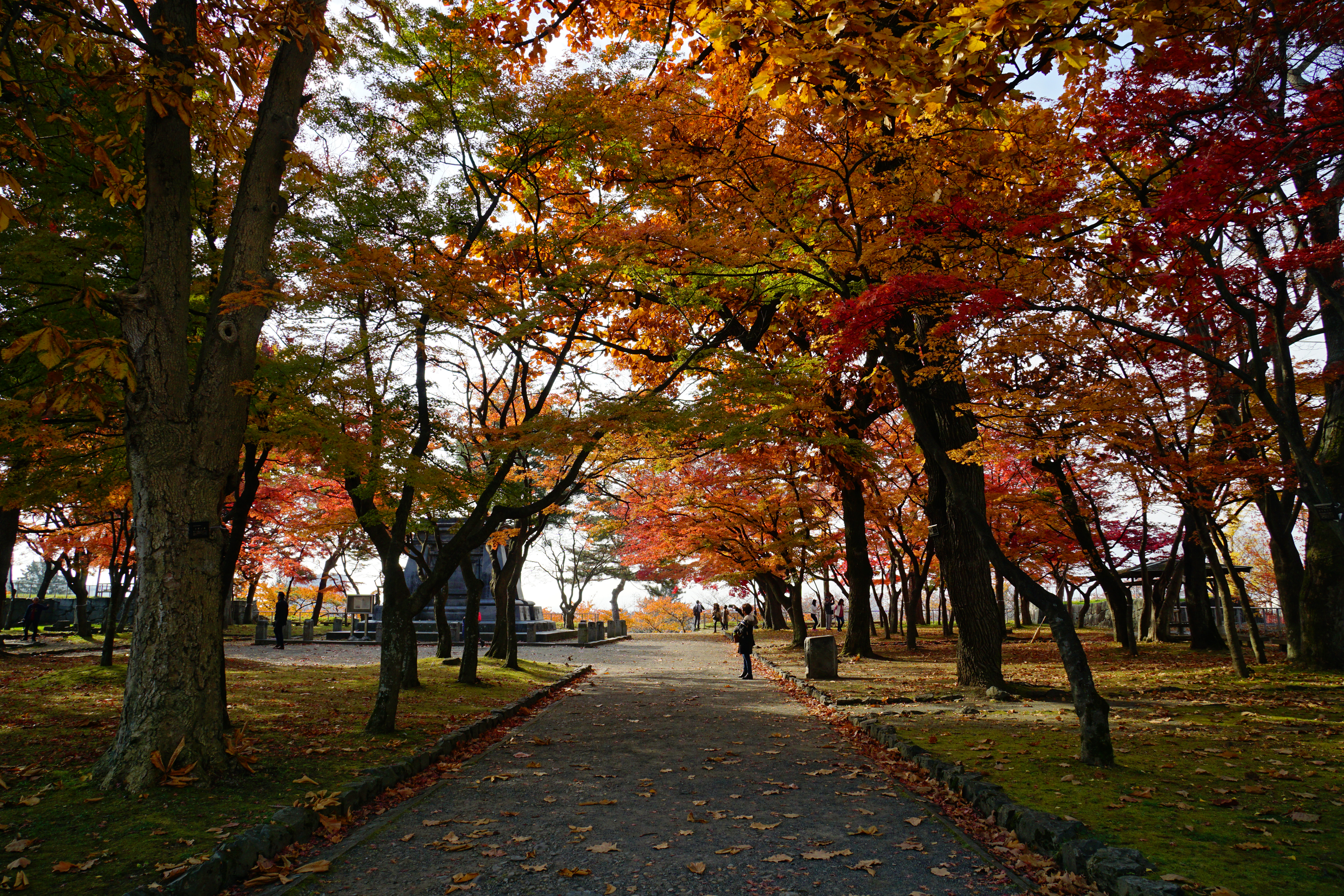
혼마루

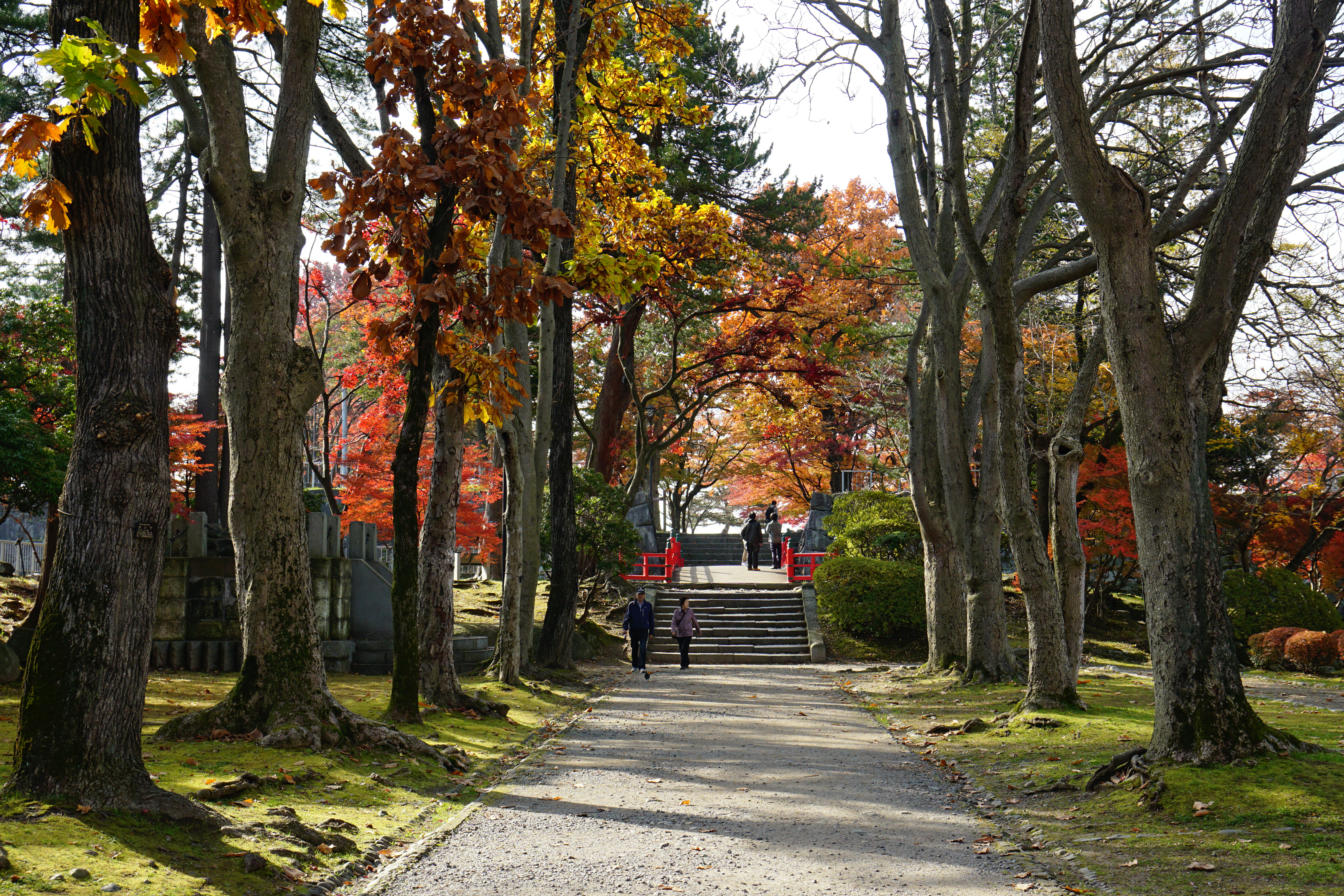
니노마루

모리오카성은 모리오카시 중심부의 화강암 구릉지에 축성된 연곽식 평산성이다. 그 서부를 흐르는 기타카미강과 남동부를 흐르는 나카쓰강을 천연의 해자로 삼고 있다. 혼마루 북쪽에는 니노마루를 배치하였고, 혼마루와 니노마루 사이에는 빈 해자로 설치하여 혼마루와 니노마루를 다리로 연결하고 있다. 더욱이 그 북쪽에 산노마루를 배치하였고, 혼마루를 감싸 안도록 주변에 고시쿠루와, 아와지 마루, 사카키야마쿠루와를 두고 있다. 혼마루에는 천수대를 세웠지만, 막부의 우려로 천수각은 세우지 않았고, 대신 3층 망루가 세워졌다.
백색의 화강암으로 구성된 석벽은 토담에 많은 도호쿠 지방의 성곽 중에서 이채롭기까지 하다. 성의 건물들은 메이지 시대 초기 해체되었고, 남아 있는 것은 적지만, 성안으로 이축된 도조와 모리오카 시내의 호온지에 이축된 문이 남아있다. 하지만 이 문이 정말 성문으로 사용되었는지는 알 수 없다. 또 성문 이외의 건물을 모리오카 시내 건물에서 볼 수 있다.
현재 모리오카 성터는 이와테 공원(岩手公園)으로 조성되었으며, 이 곳에는 이 지역 출신 시인 미야자와 겐지의 시비(詩碑)와 이시카와 다쿠보쿠의 가비(歌碑)가 놓여있다.

## 역사
전승된 이야기를 근거로 하자면, 헤이안 시대때 아베 가문을 무너트린 기요하라 다케노리의 조카 다치바나 요리타메가 영주로 이 지역을 다스렸다고 무쓰 와키(陸奥話記)에 기록되어 있다. 이 즈음, 이 지역을 가리키는 고즈카타(不來方)는 [逆志方]으로 표기되어 있다.
아즈치모모야마 시대
무쓰 국 북부를 세력하에 둔 난부 가문은 아즈치모모야마 시대 일본을 통일한 도요토미 히데요시로부터 1590년 당시 난부 가문의 당주 난부 노부나오가 10만 석에 이 지역에 봉해져, 소령에 안도되었다. 그 다음 해인 1591년 난부 가문의 가신 구노헤 마사자네의 반란을 진압하고, 노부나오는 산노헤성에서 구노헤 성으로 본거지를 옮긴다. 그리고, 구노헤 성을 후쿠오카 성으로 개명한다. 하지만, 반란을 진압할 때 원군으로 온 가모 우지사토와 아사노 나가마사부터 구노헤는 본거지로 삼기에 너무 북으로 치우쳤다는 조언을 듣고, 1592년 난부 노부나오는 고즈카타 지역을 정비하기 시작한다. 1598년 교토에 있는 노부나오는 적자 난부 도시나오에게 축성을 명한다. 그리고, 군사학자인 우치보리 이즈노카미를 총 책임자로 임명하고 성을 쌓기 시작한다.
이에 앞서 난부 가문의 가신인 후쿠시 아와지노카미가 이미 고즈카타 지역에 게이젠다테(慶善館)를 지었지만, 후쿠시 가문과 반란을 일으킨 구노헤 가문은 친척관계에 있었기 때문에 기피하여 고즈카타 지방에서 후쿠시 가문을 멀리 내쳤다. 덧붙여, 후쿠시 가문의 거관 게이젠다테가 고즈카타 성이다.
1599년 난부 노부나오가 병으로 사망한 다음해인 1600년 노부나오의 적자 난부 도시나오는 세키가하라 전투에서 동군에 속했기 때문에 도쿠가와 이에야스로부터 소령을 안도받을 수 있었다.
에도 시대
1615년 성이 어느 정도 완성된다. 이때 도시나오는 이 고즈카타란 지명을 변영이 따르는 언덕[盛り上がり栄える岡]이라는 뜻에 모리오카(盛岡)라고 개명한다.
축성과 동시에 성하 마을 건설을 추진했고, 나카쓰 강의 북쪽 습지를 메워 시가지를 완성했다. 또, 나카쓰 강에는 가미노하시(上ノ橋), 나카노하시(中ノ橋), 시모노하시(下ノ橋)라는 다리를 놓았다. 그리고, 성하 마을 건설을 기념하여 1609년에는 가미노하시, 1611년에는 나카노하시에 청동으로 된 기보시를 이들 다리에 장식한다. 현존하는 가미노하시의 기보시는 중요문화재로 지정돼 있다.
모리오카 성이 본격적으로 완성된 모습을 띤 것은 1633년 3대 번주 난부 시게나오 때의 일이다. 하지만, 다음해인 1634년 실화에 의해 모리오카 성의 혼마루가 소실되었고, 잠시 동안 거처를 후쿠오카 성(구노헤 성)으로 옮긴다. 1635년 성이 수복되자 다시 모리오카 성으로 거처를 옮긴 뒤 이후 메이지 유신까지 모리오카번의 번청으로 사용되었다.
메이지 시대 이후
- 1871년(메이지 4년) 폐번치현에 따라 성은 폐성되어 1874년 일반에 매각되어 대부분 건물이 이축되었다.
- 1890년(메이지 23년) 성터는 옛 번주였던 난부 가문에 매각된다.
- 1906년(메이지 39년) 이와테 현이 난부 가문으로부터 성터를 대여 받아 이와테 공원으로 개원한다.
- 1934년(쇼와 9년) 난부 가문이 성터를 모리오카 시에 기증한다.
- 1937년(쇼와 12년) 국가 지정 사적으로 등록된다.
- 2006년(헤세 18년) 4월 6일 일본 100대 명성에 선정되었다.

## 교통
- JR 동일본 모리오카역에서 하차 도보로 15분

## 같이 보기
- 도호쿠 3대 명성
  - 고미네 성
  - 모리오카 성
  - 와카마쓰성